# Volo Itavia 115
Il volo Itavia 115 da Roma a Genova era operato dalla compagnia aerea italiana Società di navigazione aerea Itavia il giorno venerdì 14 ottobre 1960 con il Città di Genova, un De Havilland DH.114 Heron 2 che si schiantò sulle pendici della Tabella nella Catena del Monte Capanne (isola d'Elba) tra le località di Pente all'Ènnera (che nel dialetto locale significa «precipizio del ginestra») e del Frate, a 728 m di altitudine, in cui perirono tutti gli 11 occupanti dell'aereo, 7 passeggeri e 4 membri dell'equipaggio.
Si trattò del primo incidente aereo a danno dell'Itavia.

## Il luogo
Il luogo del disastro - posto su un crinale compreso tra il Fosso della Cerchiaia e il Fosso di Guazzaculo - è caratterizzato da una rada vegetazione a gariga mediterranea (Erica arborea, Genista desoleana, Lavandula stoechas, Cistus monspeliensis), tra cui si trovano isolate stazioni di corbezzolo. Una grande formazione rocciosa di monzogranito, alla cui base è presente una lapide che ricorda il passeggero di origine ebraica Silvio Sciunnach, si erge a poche decine di metri dal punto dell'impatto.

## L'incidente

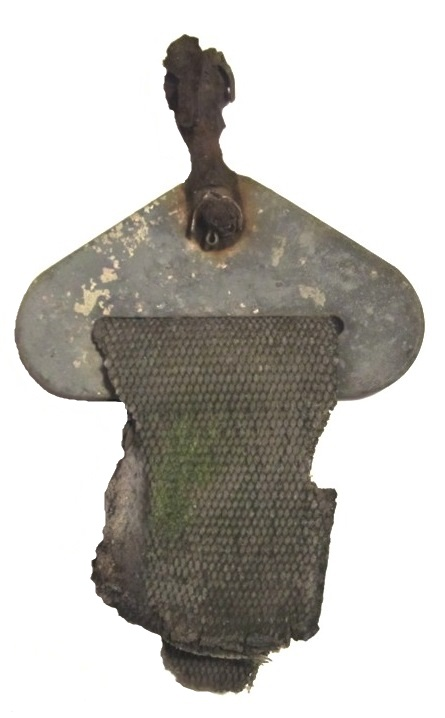
Frammento di una delle cinture di sicurezza del Città di Genova (Museo etnografico Casalino del Castagno)

L'aereo, uno dei sei De Havilland DH.114 Heron 2 della Società di navigazione aerea Itavia, marche «I-AOMU», partì alle 15.02 per il volo «IT 115» dall'Aeroporto dell'Urbe con destinazione l'Aeroporto di Genova, dove l'arrivo era previsto per le 16.30. Si trattava del secondo volo giornaliero del velivolo, che nella mattinata aveva già effettuato la rotta Genova - Roma.
Alle 15.19 il pilota Ennio Scipione si mise in contatto radio con l'Aeroporto dell'Urbe per comunicare che l'aereo stava regolarmente sorvolando Civitavecchia, facendo tuttavia notare che le condizioni meteo erano particolarmente avverse e che sarebbe stato preferibile dirottare il velivolo su Torino o Nizza anziché su Genova. Tardando ad arrivare un responso da parte di Roma, mentre si trovava in volo sull'isola d'Elba, durante un forte temporale l'aereo - dopo aver valicato il crinale compreso tra La Grottaccia e il Monte Cenno - precipitò sul declivio tra il Monte di Cote e La Tabella, in un'area particolarmente impervia e difficilmente raggiungibile, alcune decine di metri più in basso rispetto al sentiero numero 10 del Club Alpino Italiano.

## Cause
La causa più probabile della sciagura fu dovuta all'impossibilità, da parte del pilota, di stabilire l'esatta posizione dell'aereo; per oltrepassare il violento temporale, non essendosi reso conto di trovarsi già sull'isola d'Elba, diresse il Città di Genova a quota molto più bassa - addirittura di circa 800 metri - rispetto a quella di volo, schiantandosi all'altitudine di 728 metri.

## Il ritrovamento
Nonostante tre cacciatori, riparatisi dal temporale in un capanno della vallata di Pomonte, avessero udito chiaramente il rombo di un aereo che scendeva rapidamente di quota, si era ipotizzato che l'aereo avesse tentato un atterraggio di fortuna in Corsica con l'impossibilità di comunicare la propria posizione a causa dei ponti radio preclusi per il maltempo. Vennero organizzate difficoltose ricerche in mare con i dragamine Squalo e Storione partiti da La Spezia sotto un forte vento di libeccio, ma già dal giorno successivo i parenti delle vittime, quasi tutti residenti a Genova, partirono alla volta dell'isola d'Elba e soggiornarono temporaneamente nell'hotel Monte Capanne a Poggio. I resti dell'aereo vennero scoperti casualmente il mattino di domenica 16 ottobre da Antonio Arnaldi (1923-2021) di Pomonte, all'epoca trentasettenne, andando in cerca di pali per vigna e di funghi nelle boscaglie della montagna.
Arnaldi, che vi si era recato in sella al proprio cavallo con l'asino al seguito, si fermò nei pressi di un caprile e da lì intravide, a circa 150 metri di distanza, la sagoma bianca di un'ala dell'aereo precipitato, con il punto d'impatto contraddistinto da un vasto cratere, massi sconvolti e arbusti bruciati dall'incendio sviluppatosi nello schianto. L'orologio di una delle vittime, il giapponese Naomichi Takashima, segnava le 15.50. In quanto scopritore del disastro, Antonio Arnaldi percepì una ricompensa ministeriale di 15 000 lire. Contemporaneamente un altro scopritore del disastro, il pastore marcianese Edoardo Ricci di anni 62, segnalava il fatto al Comando dei Carabinieri di Marciana.
Sul luogo dell'incidente giunse anche il pretore Antonio Perri, il sindaco di Marciana e il Comandante dei Carabinieri di Portoferraio.

## Il recupero delle salme
I corpi delle vittime, tranne quello della hostess Giovanna Pertusio e della piccola Maria Pia Dalmau, erano mutilati e parzialmente carbonizzati dalle fiamme sprigionatesi dopo l'impatto dell'aereo. Data l'abbondante pioggia al momento dell'incidente, i primi soccorritori rinvennero i corpi senza visibili tracce di sangue; le mani del pilota, mozzate all'altezza dei polsi, stringevano ancora la barra di comando. I resti degli undici corpi furono trasportati a dorso d'asino dapprima a Pomonte e poi, su camion, a Marciana, dove vennero deposti in bare presso l'obitorio; la dodicesima cassa conteneva i resti non identificati. I medici che operarono la ricognizione furono il dott. Dino Vadi e il dott. Fausto Parlanti. Le salme dei passeggeri furono trasportate a Genova, mentre quelle dell'equipaggio a Roma; la società Itavia finanziò interamente le esequie, che si svolsero il 20 ottobre nella Cattedrale di Genova.

## Il processo
Il pilota, si scoprì nell'inchiesta che seguì, stava volando secondo le regole del volo a vista (VFR) anziché secondo le regole del volo strumentale (IFR) come avrebbe dovuto per le condizioni atmosferiche in cui si trovava, perché non aveva le idonee abilitazioni; inoltre non deteneva neppure la licenza di pilota commerciale necessaria ai piloti di aerei di linea. Secondo la relazione d'inchiesta, l'incidente fu causato dalla «...accidentale falsata indicazione della radiobussola, dovuta all'influenza di un cumulo nembo, in concomitanza di una improvvisa mancanza di visibilità esterna.»
Il processo penale che venne celebrato successivamente a Livorno contro la compagnia aerea ed i responsabili di Civilavia e dell'Aeroporto dell'Urbe si concluse con l'assoluzione di tutti sia nel primo (1965) che nel secondo grado (1966) di giudizio. Gli imputati furono il generale Romolo Abbriata (direttore dell'Aviazione Civile), Luigi Petragnani (amministratore dell'Itavia), Renato Panini (organizzatore tecnico della stessa società) e Riccardo Rubbiano-Piva. L'accusa aveva chiesto una pena di 8 anni di reclusione per Petragnani e Panini, di 7 per Abbriata e di 6 per Rubbiano-Piva.

## Il saccheggio
Negli anni immediatamente successivi al 1960 i frammenti in lega di alluminio del Città di Genova furono prelevati in gran numero, per scopi di riutilizzo personale, da parte di residenti a Portoferraio.

## Il recupero del velivolo
I frammenti superstiti del Città di Genova sono stati recuperati dal Comune di Marciana nel maggio 2015. Sul luogo, come testimonianza della sciagura, sono rimasti i quattro motori De Havilland Gipsy Queen e la porzione inferiore della fusoliera anteriore, di lunghezza pari a 5 metri.

Il De Havilland DH.114 Heron I-AOMU fotografato l'11 giugno 1960 prima del viaggio inaugurale

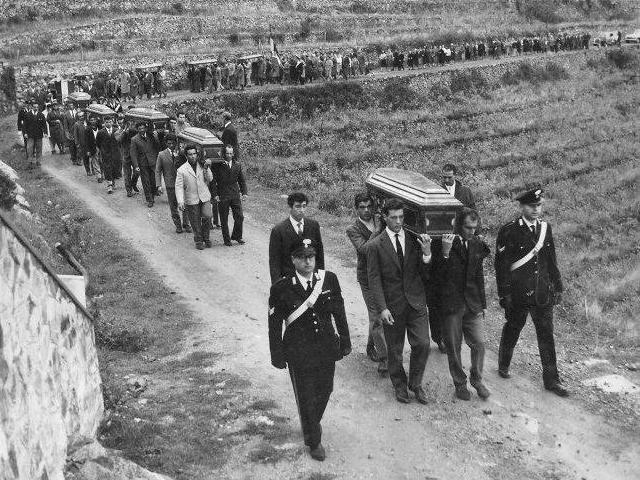
Marciana. Il trasporto dei corpi dall'obitorio alla Chiesa di Santa Caterina

## Vittime

### Equipaggio
- Ennio Scipione, pilota (anni 30)
- Francesco Cossu, secondo pilota (anni 44)
- Giovanna Pertusio, hostess (anni 25)
- Grazia Candeloro, allieva hostess (anni 20)

### Passeggeri
- Giorgio Bracci, sindacalista (anni 38)
- Ernesto Cuomo Ulloa, avvocato (anni 60)
- Maria Pia Dalmau (anni 4)
- Adelaide Rocca Dalmau (anni 40)
- Elio Perugi, consulente commerciale (anni 32)
- Silvio Sciunnach, titolare di agenzia immobiliare (anni 48)
- Naomichi Takashima, esportatore di tonno di nazionalità giapponese[10][11]

## Monumenti

### Monumento del 1960
Sul luogo dell'incidente una piccola lapide di marmo bianco posta alla base di una formazione rocciosa, con incisa la stella di David, ricorda il passeggero di origine ebraica Silvio Sciunnach: «Silvio Sciunnach qui perì in una sciagura aerea il 14.10.1960. I suoi cari.» (42°46′10.17″N 10°08′43.11″E)

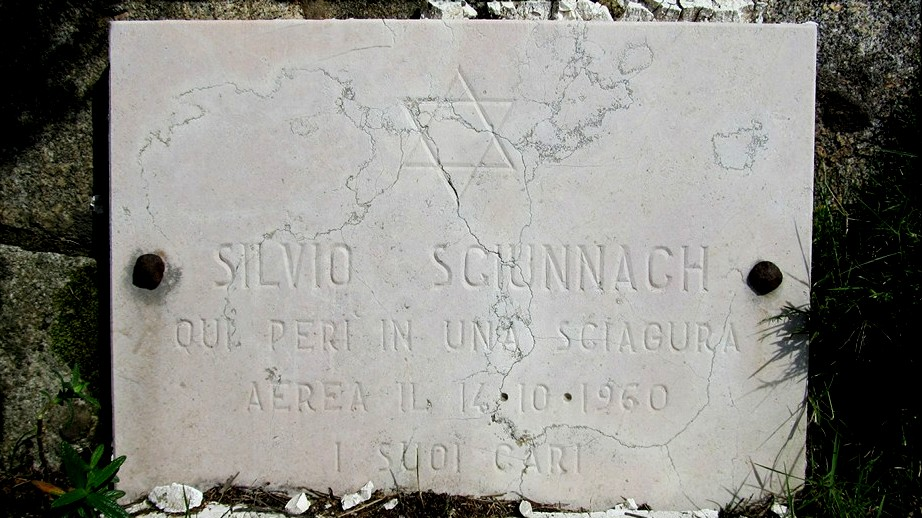
La lapide che ricorda Silvio Sciunnach (1960)

### Monumento del 2013
Il 13 ottobre 2013, alla vigilia del cinquantatreesimo anniversario della tragedia, sul luogo è stato collocato un monumento realizzato con parte della fusoliera dell'aereo addossata ad un masso e corredato da una piccola croce in ferro (42°46′08.37″N 10°08′39.13″E).

### Video
- Silvestre Ferruzzi, DISASTRO AEREO «ITAVIA» DELL'ISOLA D'ELBA (1960), su YouTube, YouTube, 17 gennaio 2012. URL consultato il 9 aprile 2014.